# Sayapuram
Sayapuram (Tamil: சாயபுரம் Cāyapuram [ˈsaːjəpurʌm]) oder Sawyerpuram ist eine Stadt im indischen Bundesstaat Tamil Nadu. Die Einwohnerzahl beträgt rund 13.000.
Sayapuram liegt im Distrikt Thoothukudi im Süden Tamil Nadus. Die Stadt befindet sich 22 Kilometer südwestlich von Thoothukudi (Tuticorin) im nördlichen Randbereich des Thamirabarani-Deltas. Verwaltungsmäßig gehört Sayapuram zum Taluk Srivaikuntam des Distrikts Thoothukudi.

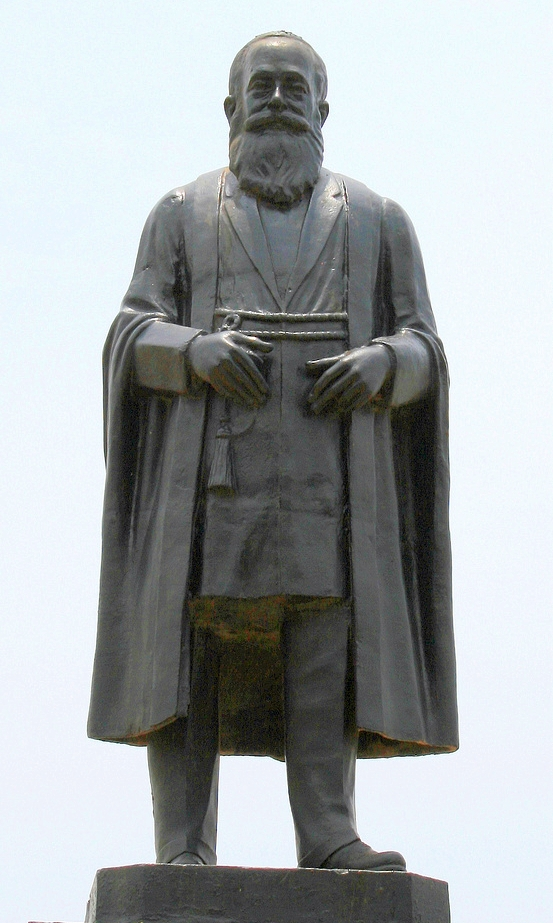
Statue G. U. Popes am Marina Beach in Chennai

Sayapuram wurde 1815 von einer Gruppe christlicher Konvertiten gegründet. Die Stadt ist nach Samuel Sawyer, einem Kaufmann der Britische Ostindien-Kompanie, benannt, der den Siedlern die Mittel zum Kauf des erforderlichen Landes gespendet hatte. Der Name Sayapuram ist eine Verballhornung von Sawyerpuram, tamilisch für „Sawyer-Stadt“. 1842 erreichte der anglikanische Missionar G. U. Pope Sayapuram und etablierte hier eine Missionsstation der Society for the Propagation of the Gospel in Foreign Parts und ein Priesterseminar. 1850 verließ Pope Sayapuram wieder. Das Seminar entwickelte sich unterdessen zum College, das mit der University of Madras assoziiert war. Bischof Robert Caldwell verlegte das aber nach Tuticorin (Thoothukudi). Als Ersatz erhielt Sayapuram eine Middle School, aus der 1930 eine High School hervorging. Heute befinden sich in Sayapuram noch mehrere Bildungseinrichtungen, die an das Erbe G. U. Popes erinnern: das Pope’s College das Dr. G. U. Pope College of Engineering, das Dr. G. U. Pope College of Education und die Pope Memorial Higher Secondary School. In Sayapuram wurden auch die ersten Erfahrungen mit “Medical Evangelism” gesammelt. 1854 wurde die erste Klinik gebaut, aus der sich das St. Raphael’s Hospital entwickelt hat. Nach der Hungersnot von 1877–1879 spielte die Klinik eine wichtige Rolle für die medizinische Versorgung der Bevölkerung.
Heute ist Sayapuram eine nach dem Panchayat-System verwaltete Stadt (town panchayat). Nach der Volkszählung 2011 hat die Stadt 12.792 Einwohner. 71 Prozent der Bevölkerung sind Hindus und 29 Prozent Christen. Die Hauptsprache ist, wie in ganz Tamil Nadu, das Tamil, das nach der Volkszählung 2001 von 99 Prozent der Einwohner als Muttersprache gesprochen wird.